# 哥都礼军
哥都礼军（英語：Kawthoolei Army，简写KTLA），是一支代表克伦族利益的缅甸少数民族地方武装。“哥都礼”另译“高都丽”，意为“没有黑暗的土地”，是克伦族所提议的拟议国家。

## 概述
哥都礼军于2022年7月16日由波米亚的次子、原克伦民族保卫组织总司令尼达米亚（Nerdah Bo Mya）创立。其兵源部分来自于克伦民族保卫组织、人民保卫军、克伦民族解放军和民主克伦仁爱军。